# Parawixia hoxaea
Parawixia hoxaea là một loài nhện trong họ Araneidae.
Loài này thuộc chi Parawixia. Parawixia hoxaea được Octavius Pickard-Cambridge miêu tả năm 1889.